# پارک سی ساتچانالای
پارک تاریخی سی ساتچانالای (تایلندی: อุทยานประวัติศาสตร์ศรีสัชนาลัย) یک پارک تاریخی در منطقه سی ساتچانالای واقع در استان سوکوتای در شمال تایلند است.

## تاریخ

### ازادسازی از خمرها
پیش از قرن سیزدهم، تایلندی به دره چائو فرایای فوقانی مهاجرت کرد و شهری به نام چالیانگ (به تایلندی: เมือง เชลียง)، به معنی «شهر آب» در ساحل رودخانه یوم تأسیس کرد. چالیانگ به تدریج به یک مرکز تجاری مهم بین چین و امپراتوری خمر تبدیل شد. چینی‌ها این شهر را «چنگلیانگ» می‌نامیدند. این شهر تحت حاکمیت خمر تا سال ۱۱۸۰، در زمان پادشاهی پو کون سری ناو نامتوم که حاکم محلی سوکوتای و سی ساتچانالای بود، از استقلال قابل توجهی برخوردار بود، ژنرال خمر خمس آباد کلونلامپونگ شروع به کنترل مستقیم و وضع مالیات‌های ممنوع کرد. در سال ۱۲۳۹ پو کون بانگکلانگهائو و پو کون پا موئانگ تصمیم به عصیان و اعلام استقلال از آنگکور گرفتند و چالیانگ را دستگیر کردند. سپس چالیانگ بخشی از پادشاهی سوکوتای شد.

### تحت سلطنت سری ایندردیتیا
در سال ۱۲۵۰ شهر جدیدی در منطقه غربی چالیانگ ساخته شد و سی ساتچانالای نام گرفت. سری ایندردیتیا پسرش بان موئانگ را به عنوان ولیعهد برای اداره شهر فرستاد. هنگامی که بان موئانگ پادشاهی را اداره کرد، وی برادرش رامخامهانگ را تحت کنترل شهر سی ساتچانالای قرار داد، و داشتن سلطنت ولیعهد یا وارث تاج و تخت برای سلطنت سی ساتچانالای به یک سنت جانشینی پادشاهی سوکوتای تبدیل شد. به این شهر وضعیت شهر شهریاری یا شهر استانی داخلی اعطا شده‌است. برای موقعیت استراتژیک خود برای دفاع از پایتخت پادشاهی در جهت شمالی، مشابه کامپنگ پت در غرب، پیتسانولوک در شرق و پیچیت قدیم در جنوب. از سوکوتای به سی ساتچانالای جاده مستقیمی وجود داشت به نام جاده پرا روانگ.: 221 
ستون رام کامهائنگ بیان می‌کند که یک استوپا در مرکز سی ساتچانالای ساخته شد که ساخت آن شش سال طول کشیده‌است.: 197 

### حمله لانا و سلطه آیوتایا
پس از مرگ رامخامهانگ، از سلطه پادشاهی سوکوتای به‌طور دوره‌ای کاسته می‌شد، اما بر خلاف سوکوتای که از زوال رنج می‌برد، سی ساتچانالای هنوز هم توانسته بود نقش تجاری و صنعتی خود را حفظ کند. پسی ساتچانالای به مرور به مرکز رونق تولید ظروف چینی برای دربار آیوتایان برای صادرات به کشورهای خارج= مانند فیلیپین، ژاپن و اندونزی تبدیل شد. این دوران پررونق از قرن ۱۳ آغاز شد و تا قرن ۱۶ ادامه داشت. این شهر در قرن ۱۴ به اوج پیشرفت اقتصادی و فرهنگی خود رسید. در سال ۱۷۶۶ به عنوان بخشی از جنگ برمه و سیامی (۶۷–۱۷۶۵)، ارتش برمه از لامپانگبه سی ساتچانالای حمله کرد و شهر را ویران کرد. پس از جنگ، شهر در منطقه جدید ساوانخالوک امروزی بازسازی شد و شهر قدیمی رها شد.

### دوران معاصر
در سال ۱۹۰۷ وجیراوود به عنوان ولیعهد، یک سفر دوماهه باستان‌شناسی به ناخون ساوان، کامپانگ فت، سوکوتای، سی ساتچانالای، اوتارادیت و پیتسانولوک انجام داد. وی پس از بازگشت به بانکوک، «سفر شهر پرا روانگ» را منتشر کرد تا مطالعه تاریخی و باستان‌شناسی را در بین عموم مردم گسترش دهد. باستان شناسان و مورخان بعدی از جمله دامرونگ راجانوباب از این اثر به عنوان سازه استفاده شده‌است، بنیانگذار سیستم آموزشی مدرن تایلند و جورج کودس، دانشمند قرن بیستم باستان‌شناسی و تاریخ جنوب شرقی آسیا. به عنوان بخشی از این سفر، واژیراوود یادگارهای زیبایی از سر تصویر بودا، یک دست و پاها را در سی ساتچانالای پیدا کرد و آنها را به بانکوک بازگرداند. در سال ۱۹۱۱ وی تصویر بودا را که در سال ۱۹۱۳ به اتمام رسیده بود دوباره ساخت.
بومیبول و سیریکیت، پادشاه و ملکه تایلند، در سال ۱۹۵۸ از سی ساتچانالای، چالیانگ و ساوانکالوک بازدید کردند. حفاظت از منطقه برای اولین بار در دوره ۹۲ در تاریخ ۲ اوت، سال ۱۹۶۱. اعلام شد، قسمت ۱۱۲ از روزنامه سلطنتی در سال ۱۹۷۶ پروژه مرمت تصویب شد و در ژوئیه ۱۹۸۸ پارک بطور رسمی افتتاح شد. در ۱۲ دسامبر ۱۹۹۱، به عنوان بخشی از شهر تاریخی سوکوتای و شهرهای تاریخی وابسته همراه با پارک‌های تاریخی مرتبط در کامپانگ پت و سوکوتای به عنوان میراث جهانی اعلام شد. در طی سیل ۲۰۱۱ تایلند، آب طغیان رودخانه یوم وارد پارک تاریخی سی ساتچانالای شد و دو کوره سفال تاریخی را غرق کرد.